# Palo Alto (Pensilvania)
Palo Alto es un borough ubicado en el condado de Schuylkill en el estado estadounidense de Pensilvania. En el año 2000 tenía una población de 1.052 habitantes y una densidad poblacional de 384.5 personas por km².

## Geografía
Palo Alto se encuentra ubicado en las coordenadas 40°41′16″N 76°10′16″O / 40.68778, -76.17111.

## Demografía
Según la Oficina del Censo en 2000 los ingresos medios por hogar en la localidad eran de $35,729 y los ingresos medios por familia eran $41,667. Los hombres tenían unos ingresos medios de $30,449 frente a los $21,042 para las mujeres. La renta per cápita para la localidad era de $16,806. Alrededor del 6.9% de la población estaba por debajo del umbral de pobreza.